# Reuzensalamanders
Reuzensalamanders (Cryptobranchidae), ook wel modderduivels genoemd, vormen een familie in de orde van de grote salamanders (Caudata). De groep werd in 1826 als Cryptobranchoidea voor het eerst voorgesteld door Leopold Fitzinger.
Er zijn nog vier levende vertegenwoordigers: de Chinese reuzensalamander (Andrias davidianus), de Japanse reuzensalamander (Andrias japonicus) en de modderduivel (Cryptobranchus alleganiensis) die voorkomt in de Verenigde Staten. De vierde soort is Cryptobranchus bishopi, die lange tijd als ondersoort van de modderduivel werd opgevat.

## Algemeen
De Noord-Amerikaanse modderduivel en Cryptobranchus bishopi leven in het stroomgebied van de Mississippi en kunnen tot 75 cm lang worden. De Japanse en Chinese reuzensalamanders kunnen tot anderhalve meter lang en 40 kilo zwaar worden. Net als de axolotl vertonen de reuzensalamanders neotenie. Alle soorten hebben een huidplooi op het midden van de flank, waarin zuurstofopnemende cellen zitten. De salamanders moeten echter regelmatig ademhalen aan de oppervlakte.
Reuzensalamanders zijn nachtdieren die leven in koud, stromend water. Overdag verstoppen ze zich onder rotsblokken of stenen en 's nachts jagen ze op ongeveer alles wat ze door kunnen slikken. De Amerikaanse modderduivel eet vooral rivierkreeftjes. Voor de voortplanting maken de mannetjes een soort van holte, waarin de vrouwtjes de eitjes afzetten. De mannetjes beschermen de eitjes, hoewel ze er zelf af en toe ook één opeten.

## Reuzensalamanders en de mens
In 1726 werd een fossiele reuzensalamander Andrias scheuchzeri beschreven door de Zwitserse arts Johann Jakob Scheuchzer. Hij meende echter te doen te hebben met de resten van een mens die in de zondvloed was omgekomen, en noemde die Homo diluvii testis: getuige van de zondvloed. Het fossiel werd in 1802 aangekocht door Teylers Museum in Haarlem, waar het nu nog bezichtigd kan worden. In 1811 werd het fossiel onderzocht door Georges Cuvier, die herkende dat het om een soort reuzensalamander ging. De soort werd in 1837 door Johann Jakob von Tschudi in het geslacht Andrias geplaatst. In dat geslacht werden later ook de Japanse (Temminck, 1837) en de Chinese reuzensalamander (Blanchard, 1871) geplaatst.
Andrias scheuchzeri wordt door de Tsjechische schrijver Karel Čapek opgevoerd in zijn boek "Oorlog met de salamanders" (1936).
Rond 1830 werd de eerste levende reuzensalamander uit Japan naar Europa gebracht. Onderweg at het een soortgenoot op. Het dier leefde eerst tien jaar in het Rijksmuseum van Natuurlijke Historie in Leiden en werd daarna naar Artis gebracht waar het op 3 juni 1881 overleed. Bij zijn dood werd zijn leeftijd op 55 jaar geschat. Het is daarmee, voor zover bekend, de langstlevende amfibie.
In Diergaarde Blijdorp worden sinds 1980 Chinese reuzensalamanders in gevangenschap gehouden.

## Beschermingsstatus
Zowel de Chinese als de Japanse reuzensalamander staat op de lijst van bedreigde diersoorten van de IUCN. Volgens de CITES conventie, over de handel in bedreigde soorten, mogen beide soorten niet zonder speciale vergunning worden gehouden. De Japanse reuzensalamander wordt desondanks in Japan toch nog gevangen voor consumptie of gebruik als medicijn.

## Taxonomie

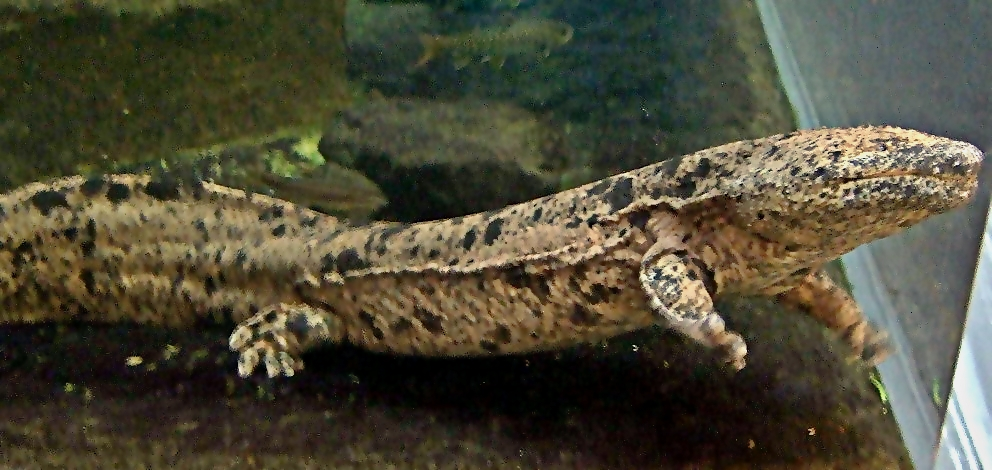
Japanse reuzensalamander

De reuzensalamanders zijn sterker verwant aan de Aziatische landsalamanders (Hynobiidae) dan aan andere families.
Familie Cryptobranchidae
- Geslacht Andrias
  - Chinese reuzensalamander (Andrias davidianus)
  - Japanse reuzensalamander (Andrias japonicus)
  -  † Andrias scheuchzeri
- Geslacht Cryptobranchus
  - Modderduivel (Cryptobranchus alleganiensis)
  - Cryptobranchus bishopi